# Alcis maculata
Alcis maculata là một loài bướm đêm trong họ Geometridae.

## Hình ảnh

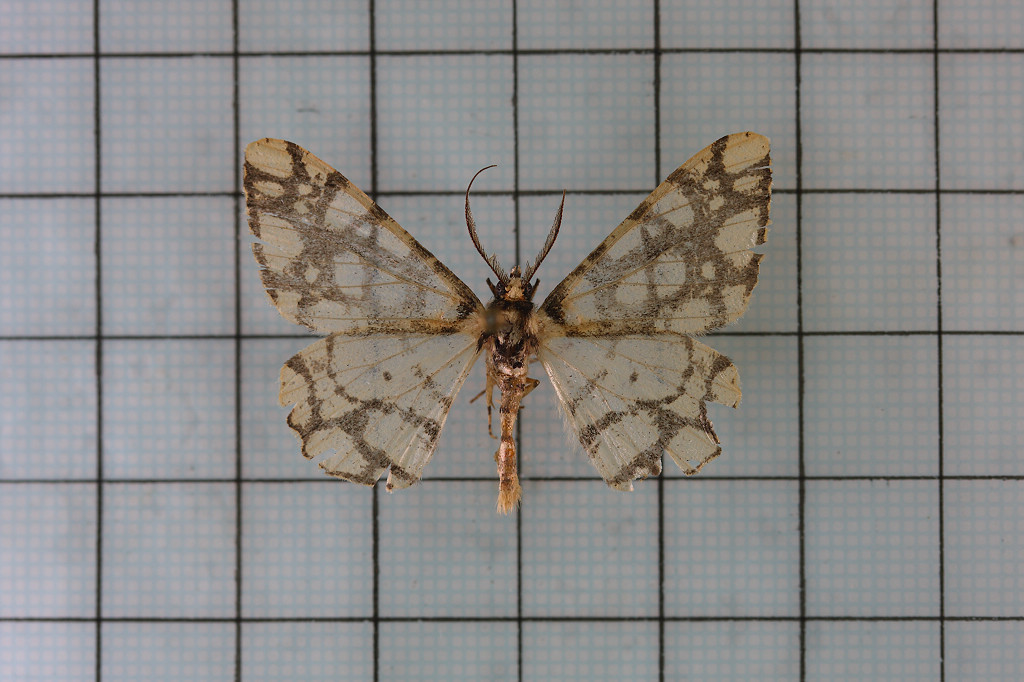
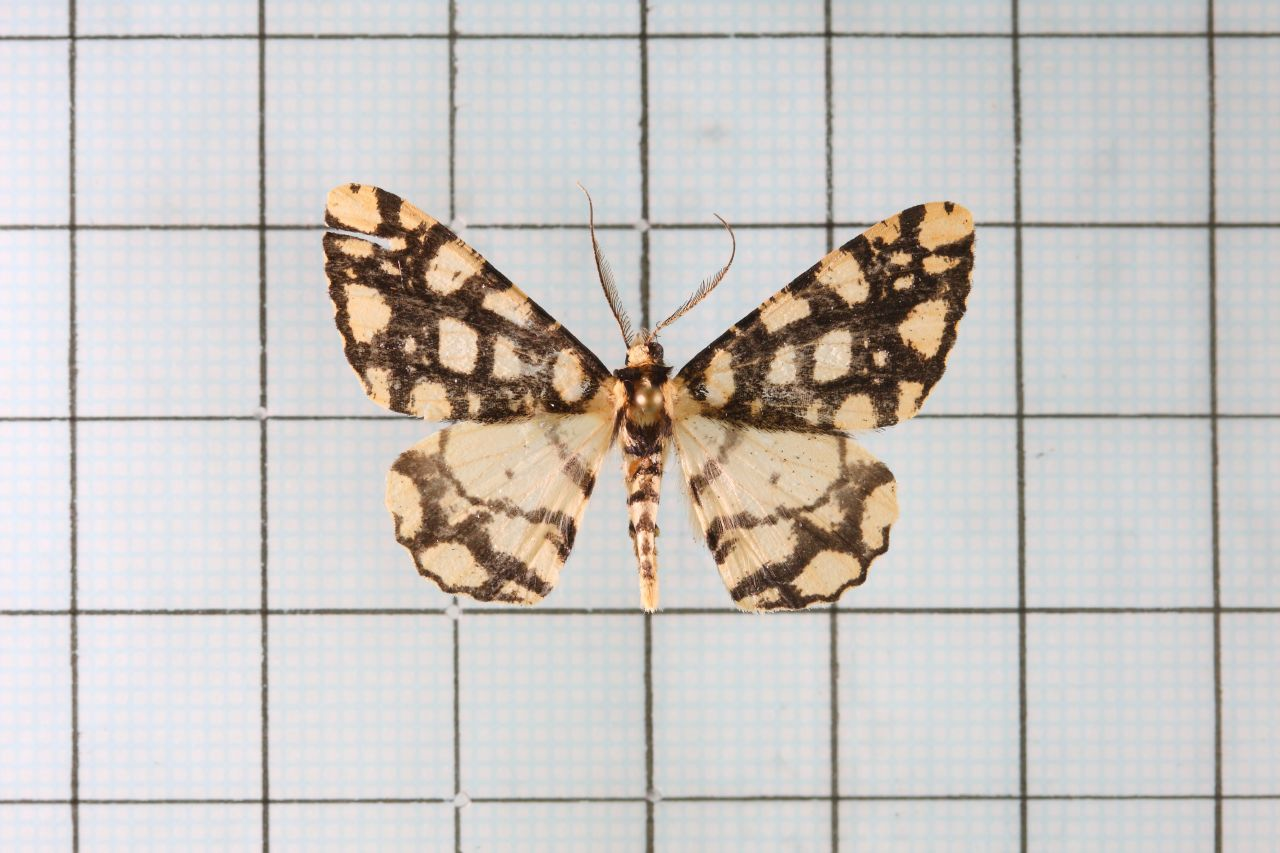
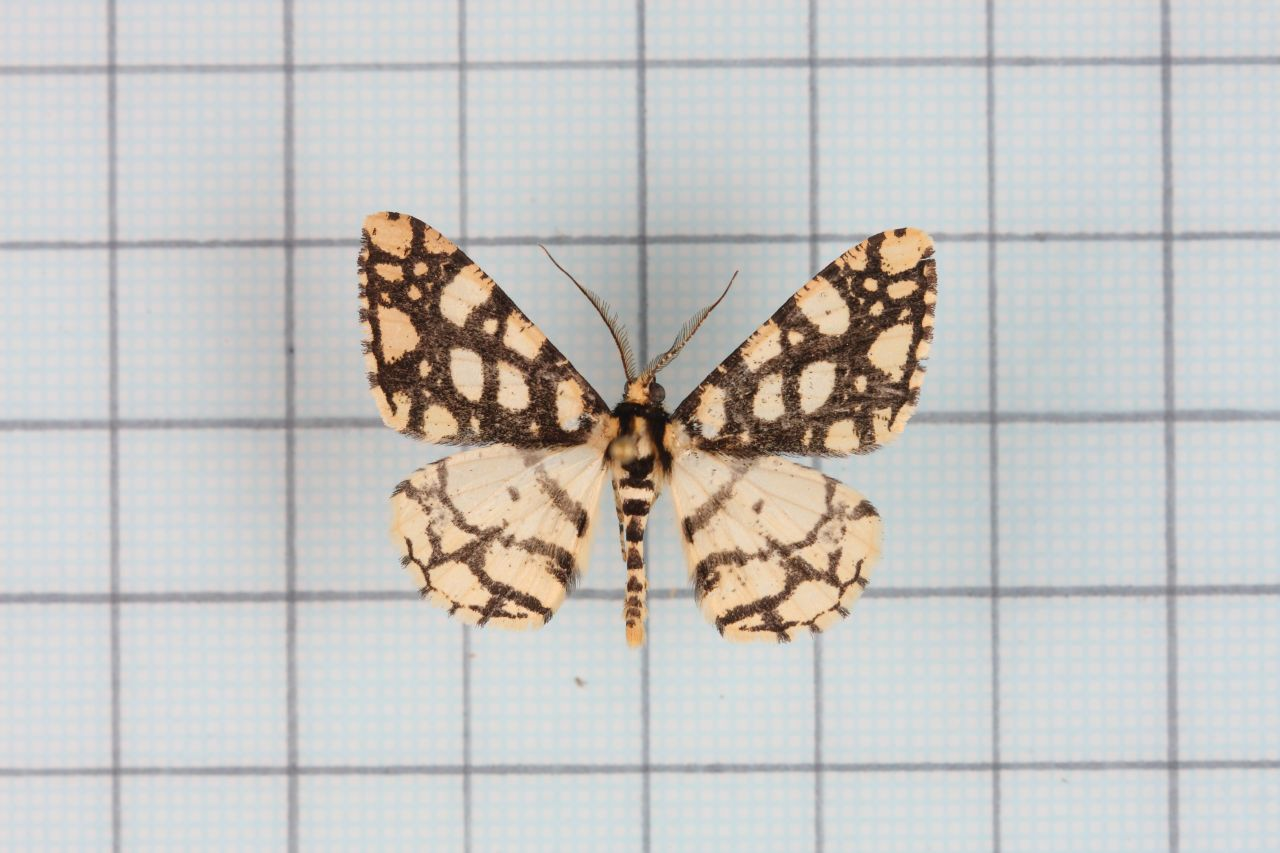